# Frederick Gustavus Burnaby

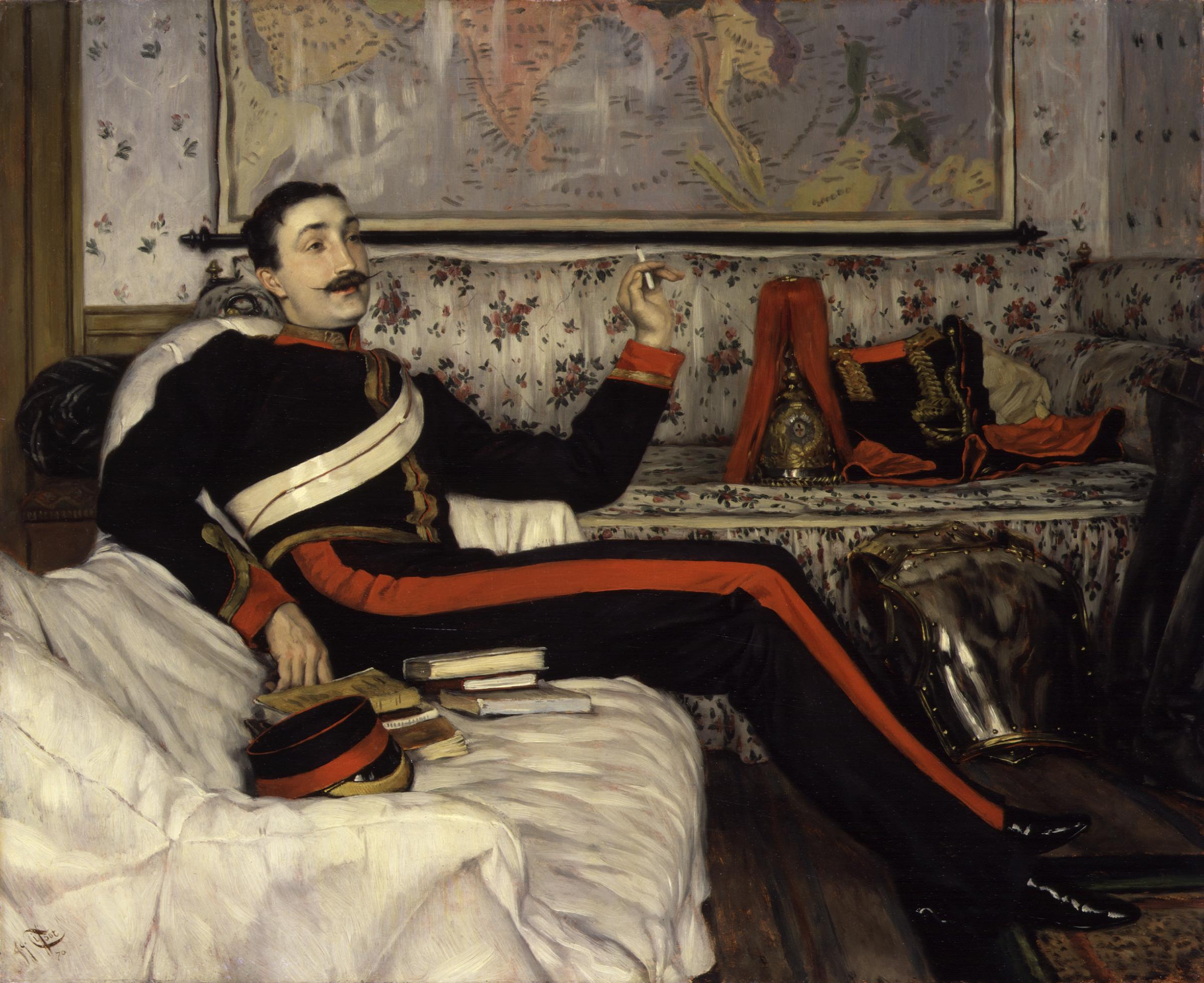
Frederick Gustavus Burnaby. Gemälde von James Tissot um 1875

Frederick Gustavus Burnaby (* 3. März 1842 in Bedford; † 17. Januar 1885 bei Abu Klea, Sudan) war ein britischer Militär, Reisender und Schriftsteller.

## Leben
Burnaby wurde am 3. März 1842 als Sohn eines Pfarrers in Bedford geboren und wurde an der Bedford Grammar School und der Harrow School ausgebildet. Später erhielt er auch Privatunterricht in Deutschland. Er sprach Französisch, Deutsch, Italienisch, Spanisch sowie Russisch fließend und hatte Kenntnisse des Türkischen und Arabischen.
Mit 16 bestand Burnaby 1859 die Aufnahmeprüfung in die British Army und trat als Cornet in ein Kavallerieregiment ein. Die Aufnahme erfolgte durch Kauf. Er bereiste bereits in jungen Jahren Mittel- und Südamerika. 1868 berichtete er für Vanity Fair aus Spanien und Tanger. 1870 reiste er über Sankt Petersburg nach Odessa. 1874 war für die Times als Kriegsberichterstatter im Dritten Carlistenkrieg. Ende des Jahres entsandte ihn die Times in den Sudan, wo er Charles George Gordon auf seiner Expedition den Nil hinauf bis in das Gebiet von Gondokoro begleitete.
Seine nächste Reise unternahm er ab 30. November 1879 nach Chiwa, das er mit Erfrierungen erreichte. Das nächste Ziel war Buchara. Burnaby wurde aber durch ein Telegramm des Oberbefehlshabers der britischen Armee, dem Duke of Cambridge, zurückgerufen. Nach seiner Rückkehr verfasste er das Buch A Ride to Khiva: Travels and Adventures in Central Asia, welches ein großer Erfolg war und in einem Jahr elfmal aufgelegt wurde.
1876 bereiste er fünf Monate Kleinasien und besuchte unter anderem: Skutari, Angora, Tokat, Sivas, Erzincan, Erzurum, Van, Choy, Doğubeyazıt, Kars, Ardahan und Batum. Auch über diese Reise verfasste er ein Buch On Horseback Through Asia Minor, welches vor dem Hintergrund des Great Game stark antirussisch gefärbt war.
Bei Ausbruch des Russisch-Osmanischen Kriegs begab er sich als Beobachter nach Kleinasien.
1879 heiratete er die achtzehnjährige Halbwaise Elizabeth Hawkins-Whitshed, Tochter eines irischen Landadeligen, die später als Bergsteigerin bekannt wurde und mit der er einen Sohn hatte (Harry, geboren 1880). Bei der Unterhauswahl von 1880 trat er als Kandidat für Birmingham an, unterlag aber.
Burnaby war ein Verfechter der militärischen Nutzung der Ballonfahrt und unternahm selber am 23. März 1882 eine Fahrt über den Ärmelkanal. Auch war er Vorstandsmitglied in der Royal Aeronautical Society.
Nachdem er, zu seiner Enttäuschung, nicht am Anglo-Ägyptischen Krieg teilnehmen durfte begab er sich, ohne Freistellung, am 10. Januar 1884 in den Sudan, wo 1881 der Mahdi-Aufstand ausgebrochen war. Da alle verfügbaren ägyptischen Armeeeinheiten in der Schlacht von Scheikan vernichtet wurden und die britische Regierung nicht bereit war, sich zu engagieren wurde die ägyptische Gendarmerie unter General Valentine Baker nach Sawakin am Roten Meer entsandt. Burnaby nahm als Geheimdienstoffizier Bakers an diesem Feldzug teil. In der Ersten Schlacht von El Teb wurde er verwundet.
Trotz dieser Verwundung nahm er an der Gordon Relief Expedition teil. Im Dezember 1884 marschierte er, mit dem Camel Corps, quer durch die Wüste, in Richtung Khartum. Am 17. Januar 1885 befehligte Burnaby in der Schlacht von Abu Klea einen Teil des Karrees. Hierbei wurde er von einem Speer tödlich in den Hals getroffen.

## Beförderungen
- 1859 Cornet
- 1861 Lieutenant
- 1866 Captain
- 1879 Major
- 1880 Lieutenant-Colonel

## Werke und Schriften
- A Ride to Khiva: Travels and Adventures in Central Asia. 1876, ISBN 978-0-19-288050-5.
- On Horseback Through Asia Minor. 2 Bände, 1877, ISBN 978-0-19-282500-1.
- A ride across the channel. 1882.
- Possibilities of ballooning. In: The Fortnightly Review. Nr. 41, Chapman & Hall, London 1884, S. 668–676.
- Our radicals. A tale of love and politics. 2 Bände, 1886.